# الخويرة (ساة)
'

تعديل مصدري - تعديل

الخويرة هي إحدى قرى عزلة ساه بمديرية ساة التابعة لمحافظة حضرموت، بلغ تعداد سكانها 252 نسمة حسب تعداد اليمن لعام 2004.